# 东沟白龙王庙
东沟白龙王庙是一座明、清古建筑，位于山西省晋城市泽州县大东沟镇东沟村，徐家大院东侧，建于明万历年间，清代多次维修扩建。2006年8月公布为泽州县文物保护单位，维修一新。2013年1月公布为晋城市文物保护单位，编号3-67。